# Cristóbal de Oñate
Cristóbal de Oñate, secondo la grafia basca moderna Kristobal Oñate (Vitoria o Oñati, 1504 – Pánuco, 6 ottobre 1567), fu un esploratore basco, conquistador ed ufficiale coloniale della Nuova Spagna. Viene considerato il fondatore dell'odierna città di Guadalajara nel 1531, così come di altri luoghi in Nueva Galicia (Nuova Spagna occidentale).

## Gioventù
Oñate nacque nel 1504 a Vitoria o ad Oñate, nei Paesi Baschi, in Spagna. Il padre era Juan Pérez de Narriahondo, che durante la vecchiaia cambiò il proprio nome in Juan de Oñate. Oñate significa "ai piedi del passo montano" in lingua basca. La madre di Oñate era Osana González de San Llorente. Faceva parte del casato di Haro, le cui origini risalgono al Medioevo. Era nipote di Pedro de Baeza, Señor de Narrihondo, uno degli ultimi signori feudali spagnoli.

## Attività in Nuova Spagna
Oñate giunse in Nuova Spagna nel 1524, come assistente di Rodrigo de Albornoz. Carlo V aveva nominato Albornoz auditor, uno dei cinque ufficiali reali nominati per controllare l'operato di Cortés nella colonia.
In Nuova Spagna si riunì ai nipoti Juan de Zaldívar Oñate e Vicente de Zaldívar Oñate. Cristobal de Onate sposò Catalina de Salazar de la Cadena, figlia di Gonzalo de Salazar e di Catalina De La Cadena Maluenda. Lo zio materno era Antonio De La Cadena Maluenda, tesoriere della Nuova Spagna. Gonzalo Salazar era un ufficiale di alto grado nella tesoreria della colonia, ed in quel tempo era anche membro della junta che governava il vicereame.
Nel 1529 prese parte alla spedizione di Nuño Beltrán de Guzmán che conquistò la parte occidentale del Messico (gli odierni stati di Nayarit, Jalisco, Colima, Aguascalientes e parte di Sinaloa, Zacatecas e San Luis Potosí). Questa brutale conquista richiese solo pochi anni, e le regioni appena conquistate divennero note come Nueva Galicia. La fondazione delle città di Compostela e Tepic nell'attuale Nayarit, e di Guadalajara e Zacatecas viene attribuita ad Oñate.
Nel 1531 (probabilmente in gennaio) Oñate fondò una piccola città nei pressi di Nochistlán, cui diede il nome di Guadalajara. Due anni dopo Beltrán de Guzmán visitò la città, e dietro alle richieste degli abitanti spaventati dagli attacchi indiani, e a corto di acqua potabile, ne ordinò il trasferimento presso Tonalá. Questo successe il 24 maggio 1533. In seguito, dopo il ritorno in Spagna di Beltrán, fu di nuovo trasferita in un luogo vicino a Tlacotan (a nordest dell'odierna Zapopan). Probabilmente questo trasferimento avvenne tra l'ottobre del 1541 ed il febbraio dell'anno seguente.
Durante la conquista di Zacatecas furono scoperte ricche miniere di argento che resero Cristóbal de Oñate ed i suoi soci Diego de Ibarra e Juan de Tolosa tra i più ricchi uomini della Nuova Spagna. Oñate si trasferì presso la miniera di Pánuco a Zacatecas, dove nacquero cinque dei suoi sei figli. Uno di questi figli, Juan de Oñate, divenne esploratore dell'America nordoccidentale e fondatore del primo insediamento europeo sull'alto corso del Rio Grande, nell'odierno Nuovo Messico. Sia Juan sia il gemello Cristóbal furono governatori spagnoli del Nuevo Mexico.
Cristóbal de Oñate (il padre) fu governatore della provincia della Nueva Galicia in tre occasioni. Oltre ad essere stato conquistador, ufficiale e proprietario di miniere, fu un contadino ed encomendero. Fu un benefattore delle città che fondò. Diede vita ad una dinastia che gestì il potere per 300 anni.
Sebbene fosse un tenente di Beltán de Guzmán, tra i più sanguinosi conquistadores della Nuova Spagna, non esistono prove del fatto che Oñate abbia operato con crudeltà in Nueva Galicia. Nelle città che fondò molte strade, ditte e luoghi geografici portano il suo nome. Si dice che fosse generoso con chi chiedeva il suo aiuto.
Oñate morì presso la sua miniera di Pánuco, Zacatecas, il 6 ottobre 1567, e fu sepolto nella locale chiesa parrocchiale.